# Haines (Oregon)
Pour les articles homonymes, voir Haines.
Haines est une municipalité américaine située dans le comté de Baker en Oregon.
Lors du recensement de 2010, sa population est de 416 habitants. La municipalité s'étend sur 0,76 milles carrés (1,97 km2).
Fondée dans la deuxième moitié du XIXe siècle, la ville devient une importante cité minière. Elle devient une municipalité en 1909.